# Tour de France 1969
| 56. Tour de France 1969 – Endstand |                       |                           |
| Streckenlänge                      | 22 Etappen, 4117,6 km | 22 Etappen, 4117,6 km     |
| Toursieger                         | Eddy Merckx           | 116:16:02 h (35,415 km/h) |
| Zweiter                            | Roger Pingeon         | + 17:54 min               |
| Dritter                            | Raymond Poulidor      | + 22:13 min               |
| Vierter                            | Felice Gimondi        | + 29:24 min               |
| Fünfter                            | Andrés Gandarias      | + 33:04 min               |
| Sechster                           | Marinus Wagtmans      | + 33:57 min               |
| Siebenter                          | Pierfranco Vianelli   | + 42:40 min               |
| Achter                             | Joaquim Agostinho     | + 51:24 min               |
| Neunter                            | Désiré Letort         | + 51:41 min               |
| Zehnter                            | Jan Janssen           | + 52:56 min               |
| Grünes Trikot                      | Eddy Merckx           | 244 P.                    |
| Zweiter                            | Jan Janssen           | 149 P.                    |
| Dritter                            | Marinus Wagtmans      | 136 P.                    |
| Bergwertung                        | Eddy Merckx           | 155 P.                    |
| Zweiter                            | Roger Pingeon         | 94 P.                     |
| Dritter                            | Joaquín Galera        | 80 P.                     |
| Teamwertung                        | Faema                 | Faema                     |

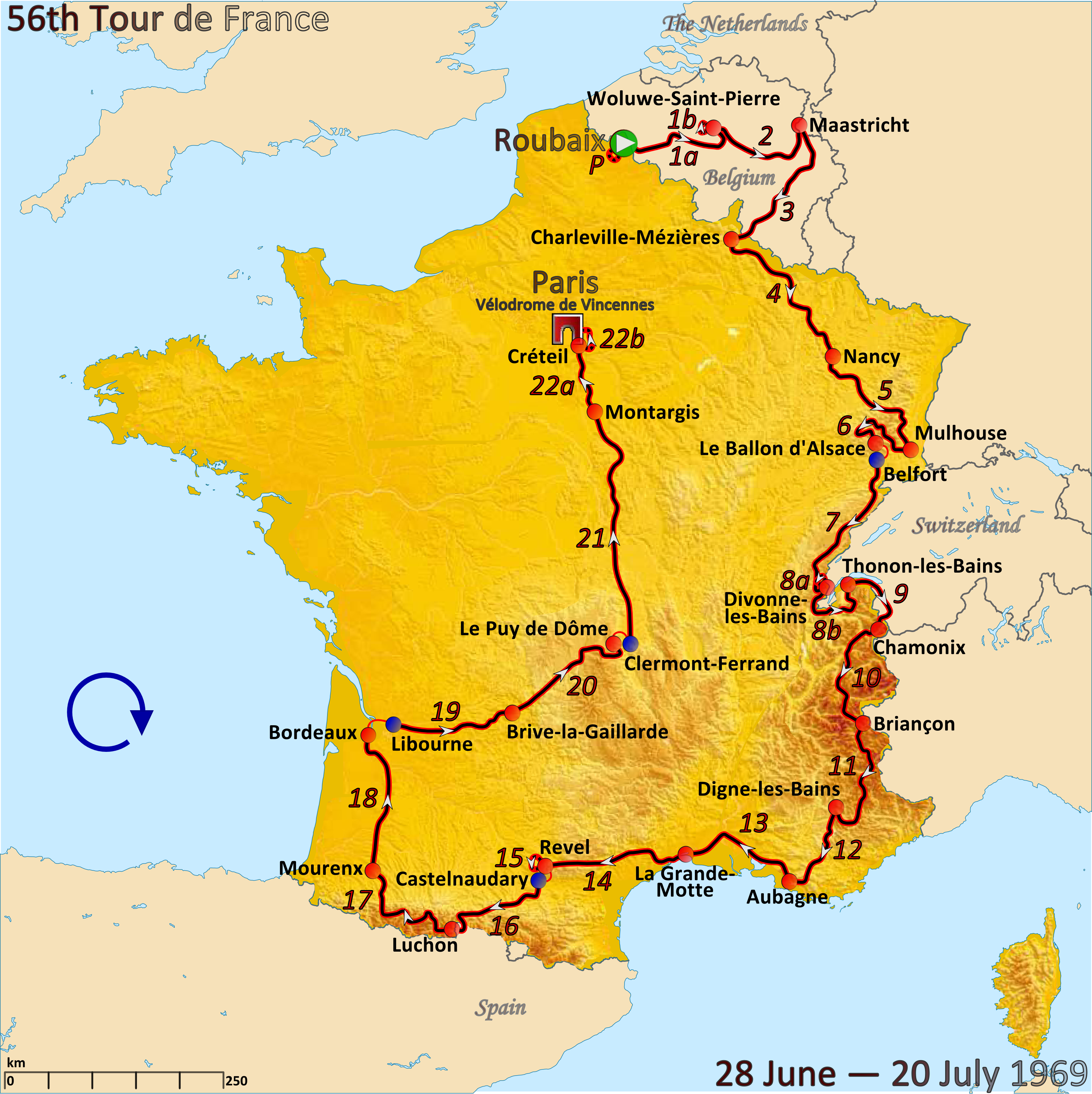
Streckenkarte der Tour de France 1969

Die 56. Tour de France fand vom 28. Juni bis zum 20. Juli 1969 statt. Eddy Merckx gewann die wieder mit Markenteams statt wie in den Vorjahren mit Nationalmannschaften durchgeführte Rundfahrt. Es nahmen 130 Radrennfahrer an teil, von denen 86 klassifiziert wurden.

## Rennverlauf
Bei seiner ersten Teilnahme gewann Merckx nicht nur die Gesamtwertung, sondern auch alle weiteren wichtigen Wertungen: die Punktewertung, die Bergwertung, sowie die im Vorjahr eingeführte Kombinationswertung.
Den Prolog gewann Rudi Altig, der Deutsche konnte daher die folgende Etappe im Gelben Trikot fahren.
Auf der sechsten Etappe auf den Ballon d’Alsace konnte Merckx seine erste Tour-de-France-Etappe gewinnen und das Gelbe Trikot übernehmen. Er gewann im Verlauf der Rundfahrt noch fünf weitere Etappen: eine in den Alpen, eine in den Pyrenäen, die kürzeren Einzelzeitfahren bei Revel und Divonne-les-Bains sowie das abschließende Zeitfahren nach Paris. Bei der von ihm gewonnenen Pyrenäenetappe attackierte Merckx am Col du Tourmalet und wurde nach einer über 130 km langen Soloflucht Etappensieger mit rund acht Minuten Vorsprung.
In Paris hatte Merckx am Ende fast 18 Minuten Vorsprung auf den Zweitplatzierten Roger Pingeon, den Sieger von 1967, der eine Etappe gewinnen konnte. Dessen Landsmann Raymond Poulidor belegte den dritten Gesamtrang.
Merckx’ Dominanz wurde nach der Tour von Tour-de-France-Direktor Jacques Goddet als „Merckxissimo“ tituliert, Merckx’ Mannschaftskollege Christian Raymond bezeichnete ihn als „Kannibalen“.

## Die Etappen

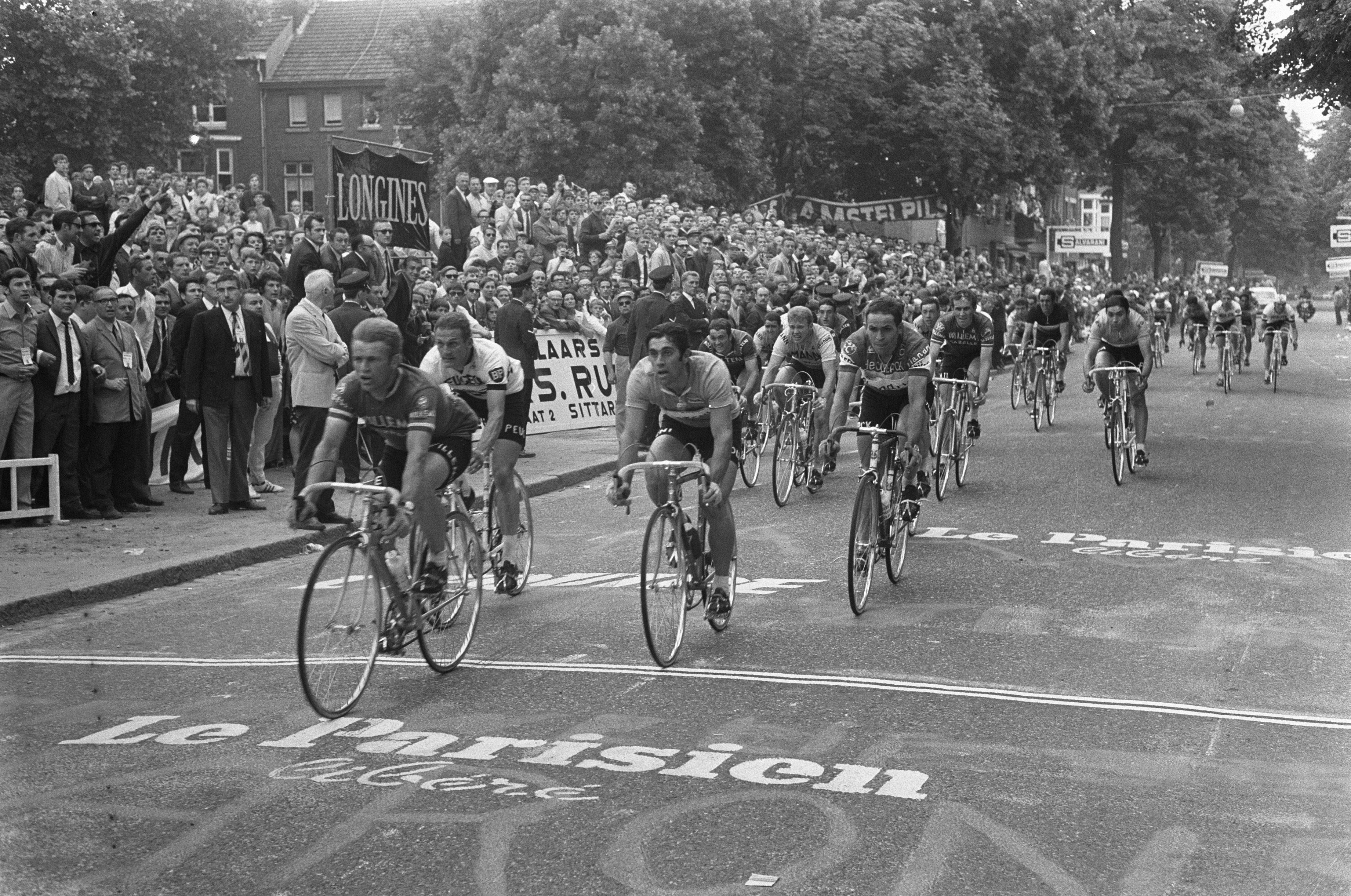
Am Ziel der 2. Etappe in Maastricht

| Etappen        | Tag      | Start – Ziel                                          | km         | Etappensieger       | Gelbes Trikot  |
| -------------- | -------- | ----------------------------------------------------- | ---------- | ------------------- | -------------- |
| Prolog         | 28. Juni | Roubaix                                               | 10,4 (EZF) | Rudi Altig          | Rudi Altig     |
| 1. Etappe (a)  | 29. Juni | Roubaix – Woluwe-Saint-Pierre (BEL)                   | 147        | Marino Basso        | Rudi Altig     |
| 1. Etappe (b)  | 29. Juni | Woluwe-Saint-Pierre (BEL) – Woluwe-Saint-Pierre (BEL) | 15,6 (MZF) | Faema               | Eddy Merckx    |
| 2. Etappe      | 30. Juni | Woluwe-Saint-Pierre (BEL) – Maastricht (NL)           | 181,5      | Julien Stevens      | Julien Stevens |
| 3. Etappe      | 1. Juli  | Maastricht (NL) – Charleville-Mézières                | 213,5      | Eric Leman          | Julien Stevens |
| 4. Etappe      | 2. Juli  | Charleville-Mézières – Nancy                          | 214        | Rik Van Looy        | Julien Stevens |
| 5. Etappe      | 3. Juli  | Nancy – Mülhausen                                     | 193,5      | Joaquim Agostinho   | Désiré Letort  |
| 6. Etappe      | 4. Juli  | Mülhausen – Ballon d’Alsace                           | 133,5      | Eddy Merckx         | Eddy Merckx    |
| 7. Etappe      | 5. Juli  | Belfort – Divonne-les-Bains                           | 241        | Mariano Díaz        | Eddy Merckx    |
| 8. Etappe (a)  | 6. Juli  | Divonne-les-Bains – Divonne-les-Bains                 | 8,8 (EZF)  | Eddy Merckx         | Eddy Merckx    |
| 8. Etappe (b)  | 6. Juli  | Divonne-les-Bains – Thonon-les-Bains                  | 136,5      | Michele Dancelli    | Eddy Merckx    |
| 9. Etappe      | 7. Juli  | Thonon-les-Bains – Chamonix                           | 111        | Roger Pingeon       | Eddy Merckx    |
| 10. Etappe     | 8. Juli  | Chamonix – Briançon                                   | 220,5      | Herman Van Springel | Eddy Merckx    |
| 11. Etappe     | 9. Juli  | Briançon – Digne-les-Bains                            | 198        | Eddy Merckx         | Eddy Merckx    |
| 12. Etappe     | 10. Juli | Digne-les-Bains – Aubagne                             | 161,5      | Felice Gimondi      | Eddy Merckx    |
| 13. Etappe     | 11. Juli | Aubagne – La Grande-Motte                             | 195,5      | Guido Reybrouck     | Eddy Merckx    |
| 14. Etappe     | 12. Juli | La Grande Motte – Revel                               | 234,5      | Joaquim Agostinho   | Eddy Merckx    |
| 15. Etappe     | 13. Juli | Revel – Revel                                         | 18,5 (EZF) | Eddy Merckx         | Eddy Merckx    |
| 16. Etappe     | 14. Juli | Castelnaudary – Luchon                                | 199        | Raymond Delisle     | Eddy Merckx    |
| 17. Etappe     | 15. Juli | Luchon – Mourenx-Ville Nouvelle                       | 214,5      | Eddy Merckx         | Eddy Merckx    |
| 18. Etappe     | 16. Juli | Mourenx – Bordeaux                                    | 201        | Barry Hoban         | Eddy Merckx    |
| 19. Etappe     | 17. Juli | Bordeaux – Brive-la-Gaillarde                         | 192,5      | Barry Hoban         | Eddy Merckx    |
| 20. Etappe     | 18. Juli | Brive-la-Gaillarde – Puy de Dôme                      | 198        | Pierre Matignon     | Eddy Merckx    |
| 21. Etappe     | 19. Juli | Clermont-Ferrand – Montargis                          | 329,5      | Herman Van Springel | Eddy Merckx    |
| 22. Etappe (a) | 20. Juli | Montargis – Créteil                                   | 111,5      | Joseph Spruyt       | Eddy Merckx    |
| 22. Etappe (b) | 20. Juli | Créteil – Paris                                       | 36,8 (EZF) | Eddy Merckx         | Eddy Merckx    |